# Marc Crosas
Marc Crosas Luque (1988. január 9. –) spanyol, katalán labdarúgó.

## Pályafutása

### Barcelona
Crosas a Barcelona csapatában nevelkedett. 2006-ban öt évre szóló szerződést írt alá. Az első csapatban a Badalona elleni 2006–2007-es Copa del Rey-meccsen mutatkozott be, Andrés Iniesta helyére állt be a 76. percben.
Nevezték, de pályára nem lépett a 2006-os klubvilágbajnokságon, melyen a Barcelona a döntőben 1–0-ra kikapott az Internacionaltól.
Játszott a Copa Catalunya 2006–2007-es döntőjében, sőt, az 1–1-es végeredményt követő tizenegyes-párbajban ő lőtte be a győzelmet jelentő büntetőt.

### Olympique Lyon
2008. január 11-én egyezség született a Barcelona és az Olympique Lyon vezetői között: Crosas a szezon hátralévő részét kölcsönben a francia csapatnál tölti, mert nevelőegyesületénél túl sok játékossal kellett volna megküzdenie a csapatba kerülésért. Mindazonáltal nem mondott le róla, hogy egyszer majd visszatérjen Barcelonába: "A visszatérés szándékával távozom. Ez a célom"-nyilatkozta.
A Ligue 1-ben 2008. január 20-án mutatkozott be, mindjárt kezdőként, 'köszönhetően' Juninho sérülésének. Csapata azonban 3–0-s vereséget szenvedett a Lens csapata ellen.
Mikor kölcsönszerződése a végéhez közeledett, a Lyon elnöke, Jean-Michel Aulas így nyilatkozott: "Lehetséges, hogy Crosas nálunk fog maradni. A fél szezon, amit nálunk töltött, jól sikerült a számára, az emberek szeretik. Mi is elégedettek voltunk a teljesítményével, és mikor az új edző személyét illetően határozunk, majd eldöntjük azt is, hogy ő nálunk folytathatja-e."

### Celtic
Végül azonban 2008 augusztusában Crosas a Celtichez került. Átigazolásáért a skótok 415 000 fontot fizettek a katalánoknak, de ez az összeg a játékos teljesítményének függvényében akát 1,6 millióig is emelkedhet. A középpályás 4 éves szerződést írt alá, de a Barcelona a szezon végére vonatkozó visszavásárlási joggal rendelkezik, aminek összege 1,65 millió font lenne.
Augusztus 23-án, a Celtic Parkban mutatkozott be új csapatában, amikor Scott Brown helyére állt be csereként a Falkirk ellen. Kezdőként először a Motherwell elleni idegenbeli találkozón lépett pályára szeptember 13-án. Mikor október 4-én teljesítette első teljes 90 percét, a Hamilton elleni mérkőzés legjobbjának választották. A Skót Ligakupa elődöntőjében értékesítette a maga tizenegyesét a Dundee United elleni tizenegyespárbajban. Első gólját Celtic-mezben a St. Mirren ellenében szerezte 2009. február 28-án, amikor csapata 7–0 arányban győzött.

### Santos Laguna
2012 elején jelentették be, hogy a mexikói Primera División egyik legsikeresebb csapatához, a Santos Lagunához igazolt. A Santosszal 2012-ben mexikói bajnok is lett.

## A válogatottban

### A spanyol utánpótlás-válogatottakban
2004 és 2005 között 8 mérkőzésen pályára lépve kétszer is gólt lőtt a spanyol U17-es labdarúgó-válogatott tagjaként. 2007-ben meghívták a spanyol U19-es labdarúgó-válogatottba is, de sérülés miatt végül nem lépett pályára.

### A katalán válogatottban
A sem a FIFA, sem az UEFA által el nem ismert katalán labdarúgó-válogatottban eddig két (barátságos) mérkőzésen lépett pályára. Először 2007. december 27-én a baszk labdarúgó-válogatott ellen, amikor az 1–1-re végződött mérkőzés 73. percében Sergio Garcíát váltotta, majd 2008. december 28-án a Kolumbia elleni találkozón az 59. percben állt be Sergio González helyére; a katalánok egyébként Bojan Krkić remek játékának köszönhetően 2–1-re nyertek.

## Sikerei, díjai

### Első helyezések
- Tercera División: 2006–2007
- Copa Catalunya: 2006–2007
- Ligue 1: 2007–2008
- Coupe de France: 2007–2008
- Skót Ligakupa: 2008–2009
- Mexikói bajnokság: 2012 Clausura

### Második helyezések
- Klubvilágbajnokság: 2006–2007
- Copa Catalunya: 2007–2008

## Érdekességek
- Születésétől fogva Sant Feliu de Guíxols-ban élt; de aztán 2008-ban az Olympique Lyonba igazolt, így költöznie kellett.
- Legjobb barátja barcelonai csapattársa, Bojan Krkić.
- A Barcelona kapusának, Albert Jorquerának az unokaöccse.
- Futballcipő-szponzora az Adidas.